# Róger Gómez
Róger Gómez Tenorio (ur. 7 lutego 1965) – piłkarz kostarykański grający na pozycji pomocnika.

## Kariera klubowa
Karierę piłkarską Gómez rozpoczął w klubie CS Cartaginés. W jego barwach zadebiutował w kostarykańskiej Primera División. Na początku 1993 roku odszedł do CS Herediano z miasta Heredia. W 1993 roku wywalczył z nim mistrzostwo kraju.

## Kariera reprezentacyjna
W 1990 roku Gómez został powołany przez selekcjonera Velibora Milutinovicia do kadry Kostaryki na Mistrzostwa Świata we Włoszech. Tam był rezerwowym zawodnikiem i nie rozegrał żadnego spotkania.